# Rebekah Graf
Rebekah Elizabeth Graf, född 27 juli 1982 i Corpus Christi i Texas, är en amerikansk skådespelerska. Hon är mest känd för att spela rollen som Heather Locklear i den biografiska filmen The Dirt, som handlar om heavy metal/glam metal-bandet Mötley Crüe och deras liv. År 2019 ryktades hon även dejta skådespelaren Josh Duhamel.